# نوكاردية بطنية
نوكاردية بطنية (الاسم العلمي: Nocardia coeliaca) هي نوع من البكتيريا تتبع جنس النوكاردية من فصيلة النوكارديات.